# All ’Bout the Money
«All 'Bout the Money» (иногда пишется как «All About the Money») — песня, созданная шведской певицей и композитором Меей совместно с Дугласом Карром и выпущенная как сингл из второго студийного альбома Меи Seven Sisters (1998). В тексте песни поднимается проблема зависимости общества от денег. Сингл был признан успешным в чартах многих стран и получил место в десятке лучших в Дании, Греции, Японии, Нидерландах, Норвегии и Швеции. В Соединенном Королевстве сингл «All 'Bout the Money» занял 12-е место, а в США — 36-е место в чарте Billboard Hot Dance Club Play и 37-е место в чарте Billboard Mainstream Top 40.

## Критика
Чак Тейлор из журнала Billboard охарактеризовал эту песню как «поп-песню на основе акустической гитары; в песне существует смысл, она притягивает, и этого достаточно для того, чтобы повернуть корабли обратно к берегу». Далее он отметил, что «это зрелая поп-музыка от подающей надежды артистки, которая может сказать многое» и "у которой каждая нота предвосхищает «хит». В 2012 году музыкальный портал Porcys поместил песню на 14-е место в своем рейтинге «100 синглов 1990—1999».

## Чарты
| Chart (1998—1999)                  | Peak position |
| ---------------------------------- | ------------- |
| Australia (ARIA)                   | 77            |
| Австрия (Ö3 Austria Top 40)        | 21            |
| Бельгия/Фландрия (Ultratop 50)     | 20            |
| Бельгия/Валлония (Ultratop 50)     | 19            |
| Denmark (IFPI)                     | 3             |
| Europe (Eurochart Hot 100)         | 32            |
| Finland (Suomen virallinen lista)  | 11            |
| Франция (SNEP)                     | 13            |
| Германия (GfK)                     | 96            |
| Greece (IFPI)                      | 8             |
| Iceland (Íslenski Listinn Topp 40) | 11            |
| Italy (Musica e dischi)            | 21            |
| Japan (Osakan Hot 100)             | 4             |
| Нидерланды (Dutch Top 40)          | 8             |
| Нидерланды (Single Top 100)        | 11            |
| Новая Зеландия (Recorded Music NZ) | 26            |
| Норвегия (VG-lista)                | 3             |
| Шотландия (Scottish Singles Chart) | 28            |
| Швеция (Sverigetopplistan)         | 4             |
| Великобритания (UK Singles Chart)  | 12            |
| 36                                 |               |
| США (Billboard Mainstream Top 40)  | 37            |

| Chart (1998)                 | Position |
| ---------------------------- | -------- |
| Netherlands (Dutch Top 40)   | 68       |
| Netherlands (Single Top 100) | 99       |
| Sweden (Sverigetopplistan)   | 10       |

| Chart (1999)               | Position |
| -------------------------- | -------- |
| Romania (Romanian Top 100) | 21       |

## Сертификации
| Регион | Сертификация | Продажи  |
| --- | ------------ | -------- |
| Франция (SNEP) | Золотой      | 250 000* |
| Норвегия (IFPI Norway)                                                                                                   | Золотой      |          |
| Швеция (GLF) | Платиновый   | 30 000^  |
| * Данные о продажах приведены только на основе сертификации. ^ Данные о тиражах приведены только на основе сертификации. |              |          |

## История выпуска
| Регион                  | Дата            | Формат(ы)              | Лейбл(ы) | Ист.   |
| ----------------------- | --------------- | ---------------------- | -------- | ------ |
| Япония                  | 4 февраря 1998  | CD                     | Epic     | [ 32 ] |
| Швеция                  | 1998            | 12-inch vinyl CD       | Columbia |        |
| Соединённое Королевство | 12 октября 1998 | CD cassette            | Columbia | [ 33 ] |
| Соединённые Штаты       | 26 января 1999  | Contemporary hit radio | C2       | [ 34 ] |